# NGC 1713
NGC 1713 is een elliptisch sterrenstelsel in het sterrenbeeld Orion. Het hemelobject werd op 1 januari 1786 ontdekt door de Duits-Britse astronoom William Herschel.

## Synoniemen
- PGC 16471
- UGC 3222
- MCG 0-13-56
- ZWG 394.59